# Tanečnice (Góry Wsetyńskie)
Tanečnice (też: Vsacká Tanečnice, Troják, dawn. niem. Hexenberg; 912 m n.p.m.) - szczyt w Górach Wsetyńskich we wschodnich Czechach.

## Położenie
Leży w centralnej części pasma Gór Wsetyńskich, w miejscu, w którym biegnący od wschodu główny grzbiet tych gór rozdziela się na dwie odnogi: większą, bardziej rozgałęzioną i wyższą południową, ze szczytami Ptáčnice (830 m n.p.m.) i Cáb (824 m n.p.m.) oraz mniejszą i nieco niższą północną, pomiędzy którymi ciągnie się dolina potoku Bystřička. Na wschodnich stokach góry, na wysokości ok. 850 m n.p.m. ma swe źródła wspomniana Bystřička, na stokach północno-wschodnich, na wysokości również ok. 850 m n.p.m. - Hutiský potok (dopływ Solaneckiego potoku), zaś na stokach południowo-wschodnich, na wysokości ok. 820 m n.p.m. - potok Kobylská. Obszary dolin trzech wspomnianych cieków wodnych należą administracyjnie do miejscowości (kolejno) Valašská Bystřice, Solanec pod Soláněm i Karolinka.

## Charakterystyka
Stoki góry mocno rozczłonkowane dolinkami licznych drobnych cieków wodnych. Szczytowa kopuła kamienista. Cały masyw zalesiony, porastają go głównie lasy świerkowe.

## Nazwa
Dawna nazwa Troják wywodzi się od ukształtowania szczytu, od którego odchodzą trzy grzbiety, rozdzielające trzy doliny, w których rozwinęły się trzy odrębne jednostki osadnicze (nazwa typu Trojak, Trojaki, Trojaczka itp. dość często spotykana w całej północno-zachodniej części Karpat Zachodnich, na pograniczu czesko-słowacko-polskim). Nazwa Tanečnice wiąże się z miejscową legendą o dziewczynie z osady Brodské w dolinie u południowych podnóży góry, zawołanej tancerce (czes. tanečnice), która wbrew prośbom matki wybrała się zimą na zabawę w karczmie na Čartáku. Nigdy z tej zabawy nie wróciła, a jej ciało mieli znaleźć drwale wiosną, po zejściu śniegów, pod szczytem góry. Nazwę Vsacká Tanečnice stosuje się dla odróżnienia od niedalekiej Tanečnicy w Beskidzie Morawsko-Śląskim.

## Turystyka
Przez sam wierzchołek Tanečnicy nie prowadzi żaden szlak turystyczny, pomimo to jest on łatwo dostępny i często odwiedzany. Szczytową kopułę od północy i zachodu trawersują znaki czerwone głównego szlaku, biegnącego grzbietem całych Gór Wsetyńskich od Třeštíka po Vsetín, natomiast stoki południowe i zachodnie – znaki niebieskie szlaku z Novego Hrozenkova do doliny potoku Bystřička. Na skutek rozległych wyrębów dokonanych w drugim dziesięcioleciu XXI w. ze szczytu otwiera się widok w kierunku północno-wschodnim, na Beskid Morawsko-Śląski z pasmem Radhošťa i Łysą Górą.